# Neriyamangalam
Neriyamangalam är en ort i Indien.   Den ligger i distriktet Ernākulam och delstaten Kerala, i den södra delen av landet, 2 100 km söder om huvudstaden New Delhi. Neriyamangalam ligger 60 meter över havet och antalet invånare är 16 134.
Terrängen runt Neriyamangalam är kuperad åt nordost, men åt sydväst är den platt. Runt Neriyamangalam är det ganska tätbefolkat, med 104 invånare per kvadratkilometer. Närmaste större samhälle är Kotamangalam, 16,3 km väster om Neriyamangalam. I omgivningarna runt Neriyamangalam växer i huvudsak städsegrön lövskog.